# Bitka kod Appomattoxa
Bitka kod Appomattoxa bila je posljednja bitka konfederalne Vojske Sjeverne Virginije pod zapovjedništvom Roberta Edwarda Leeja tijekom američkog građanskog rata. Vođena je početkom travnja 1865. nedaleko od gradića Appomattox Court House u Virginiji. 
Južnjački general Lee, nakon što je napustio gradove Richmond i Petersburg, povukao se na zapad, nadajući se da će spojiti snage s konfederalnom vojskom u Sjevernoj Karolini. Unionistička vojska pod zapovjedništvom generala Ulyssesa S. Granta slijedila je konfederalce i odsjekla im put za uzmak. Posljednji juriš Leejeve vojske dogodio se kod Appomattox Court Housea, gdje su Južnjaci pokušali probiti sjevernjačke linije pred sobom. Lee je pretpostavljao da se sjevernjačke snage pred njim sastoje samo od konjaništva, no kada je shvatio da se uz njih nalaze i dva korpusa pješaštva, nije imao drugog izbora osim predaje.
Potpisivanje predaje odigralo se u kući u vlasništvu Wilmera McLeana 9. travnja poslije podneva. Grant je poraženim Južnjacima ponudio velikodušne uvjete predaje. 12. travnja službeno je raspuštena Vojska Sjeverne Virginije, a svi njeni časnici i vojnici su amnestirani, što je okončalo američki građanski rat na tlu Virginije.